# Lacedemoni
Lacedemoni (en llatí Lacedaemonius, en grec antic Λακεδαιμόνιος) fill de Cimó, fou un militar atenenc. Va rebre el seu nom en honor de Lacedemònia, un altre nom d'Esparta, i perquè la seva mare, segons Estesímbrot era de la ciutat de Kleitor, a l'Arcàdia.
Va ser nomenat comandant de deu vaixells atenenc enviats pel govern l'any 432 aC en ajut de Còrcira, amb la que s'havia signant un tractat d'aliança, contra Corint. Segons Plutarc aquestes forces no eren adequades i Pèricles les va enviar per raons polítiques, però després, degut a les demandes generals, es van haver d'enviar reforços.